# Villars-le-Pautel
Villars-le-Pautel település Franciaországban, Haute-Saône megyében. Lakosainak száma 180 fő (2022. január 1.). Villars-le-Pautel Aisey-et-Richecourt, Enfonvelle, Betaucourt, Blondefontaine, Bourbévelle, Jonvelle és Raincourt községekkel határos.

## Népesség
A település népessége az elmúlt években az alábbi módon változott:
| Lakosok száma | 187  | 192  | 196  | 193  | 193  | 191  | 190  | 185  | 180  |
|               | 2013 | 2015 | 2016 | 2017 | 2018 | 2019 | 2020 | 2021 | 2022 |